# 김성윤 (축구 선수)
김성윤(한국 한자: 金聖允, 1982년 6월 10일 ~ )은 대한민국의 전 축구 선수이며, 포지션은 공격수였다.